# Рацёнж
Ра́цёнж (пол. Raciąż) — город в Польше, входит в Мазовецкое воеводство, Плоньский повят. Имеет статус городской гмины. Занимает площадь 3,82 км². Население — 4585 человек (на 2004 год).